# 柳德米拉·帕伊杜莎科娃
柳德米拉·帕伊杜莎科娃（1916年6月29日—1979年10月6日）是一位斯洛伐克天文學家。

## 生平
柳德米拉·帕伊杜莎科娃專攻太陽天文學，也發現了許多彗星，包括週期彗星本田-姆爾科斯-帕伊杜莎科娃彗星和非週期彗星C/1946 K1(Pajdušáková-Rotbart-Weber)、C/1948 E1 (Pajdušáková-Mrkos)。
柳德米拉·帕伊杜莎科娃在岩湖天文台擔任觀測員，並於1958年至1979年擔任第三任台長。
小行星3636以她的名字命名。

## 家族
她嫁給了安東寧·姆爾科斯。1951 年，太平洋天文學會出版物 [PASP 63 (1951) 209] 中的一篇“彗星筆記”文章中，利蘭·坎寧安在討論C/1951 C1彗星時將她稱為“姆爾科斯夫人”。然而，他們各自的傳記中似乎沒有提到這段婚姻，很可能最後以離婚收場。

## 外部連結
- BAICz 31 (1980) 128 （页面存档备份，存于）